# La Maison du pêcheur (film)
Pour l’article homonyme, voir La Maison du pêcheur.
Pour plus de détails, voir Fiche technique et Distribution.
La Maison du pêcheur est un film québécois réalisé par Alain Chartrand, sorti en 2013.

## Synopsis
Le film met en scène l'histoire vraie des frères Paul et Jacques Rose et de leur ami Francis Simard débarquant à Percé à l'été 1969 pour y ouvrir la Maison du pêcheur, un lieu de rencontre pour les habitants du coin ayant pour but de promouvoir l'indépendance du Québec. Des jeunes provenant de partout au Québec viennent camper sur les lieux. Le jeune Bernard Lortie, de Gaspé, qui, pour les besoins du film, personnifie un fils de pêcheur — en réalité son père travaillait au Cégep de Gaspé —, s'intéresse au groupe malgré les réticences de sa fiancée Geneviève. Alors que les autorités, menées par le propriétaire d'un camping voisin, tentent de faire partir les trois «aubergistes» qui deviendront plus tard, au printemps 1970, membres du FLQ. Ces derniers se radicalisent petit à petit. Bernard Lortie partira avec eux à Montréal — «là où doit se faire en priorité la lutte pour l'indépendance et la révolution». Les frères Rose, Simard et Lortie deviendront les acteurs, au sein de la cellule de financement Chénier du FLQ, de la Crise d'Octobre 1970 en kidnappant et en étant responsables de la mort du ministre Pierre Laporte. Ces actes mèneront à leur arrestation et à leur emprisonnement pour de nombreuses années.

## Autour du film

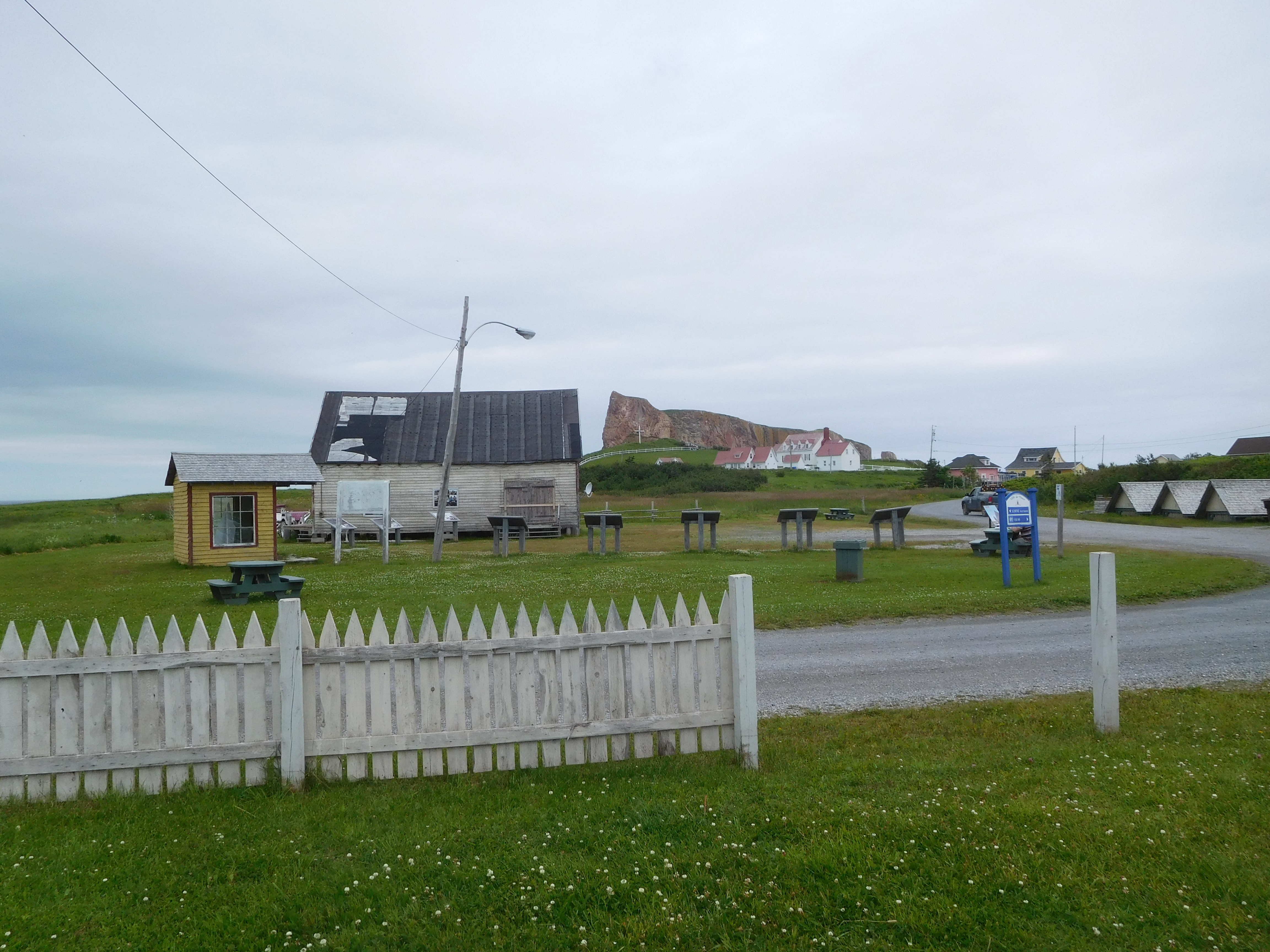
Site du tournage du film à Percé

La recherche historique et les entrevues nécessaire à la réalisation du film ont été faites par Jacques Bérubé, fondateur du journal d'opinion et d'information Le Mouton NOIR et ami personnel de Paul Rose. Il a aussi écrit le scénario de base. Le scénariste Mario Bolduc a ensuite complété le travail d'écriture, de même que le réalisateur Alain Chartrand. Le tournage s'est déroulé à Percé, en Gaspésie, du début septembre à la mi-octobre 2012, et deux jours de tournage additionnels ont eu lieu à Montréal, à la fin novembre. Pour les besoins du film, la Maison du pêcheur a été entièrement reconstruite, sous la direction de Normand Sarrazin, à partir de photographies d'époque. Après quelques tentatives d'en faire un lieu d'interprétation touristique, elle a finalement été démolie en 2020.

## Fiche technique

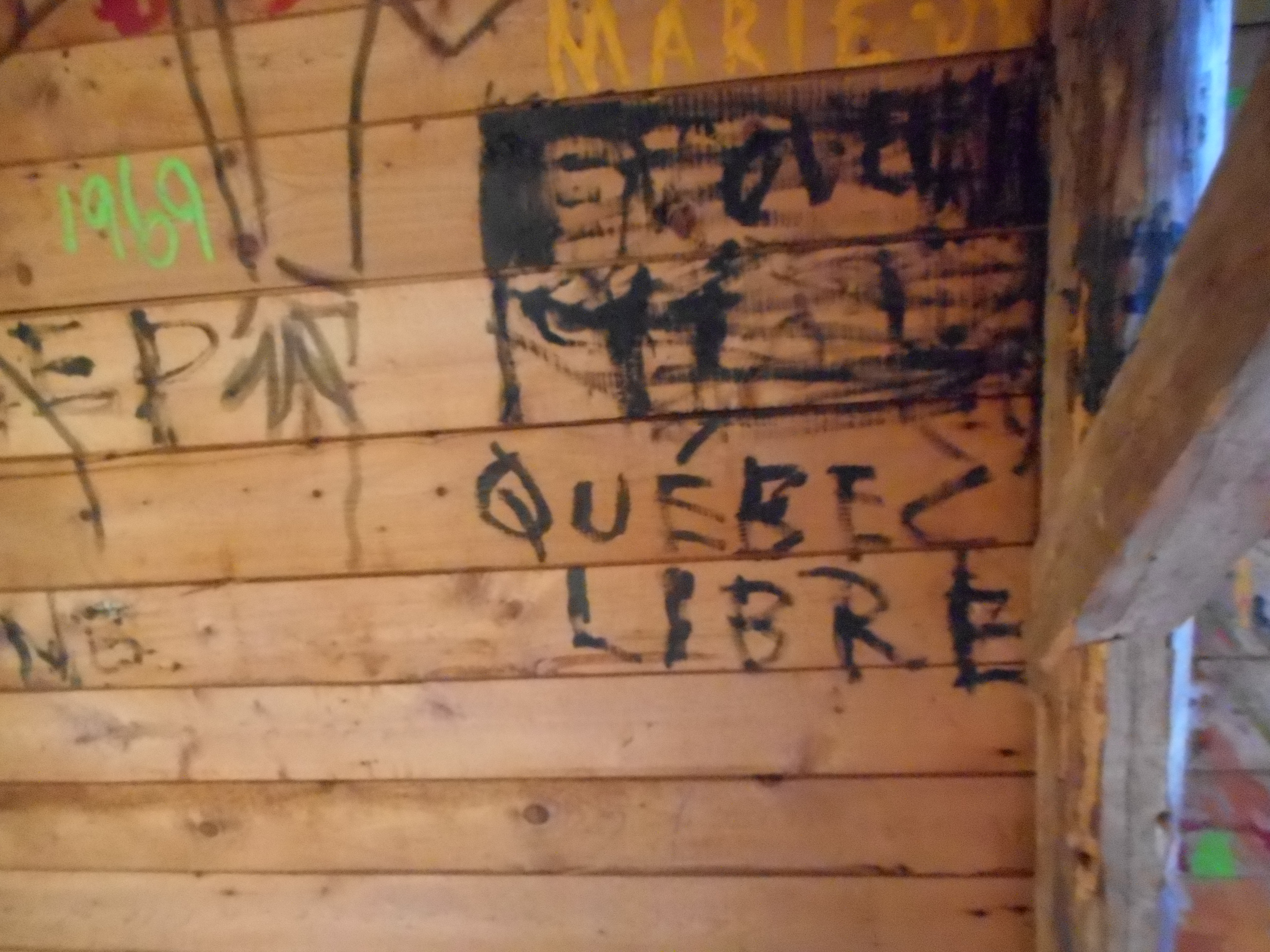
Graffiti conservé au restaurant
La Maison du Pêcheur à Percé

- Titre original : La Maison du pêcheur
- Titre anglais : Summer Crisis
- Réalisation : Alain Chartrand
- Scénario : Jacques Bérubé, Mario Bolduc, Alain Chartrand
- Musique : Michel Cusson
- Direction artistique : Normand Sarrazin
- Costumes : Michèle Hamel
- Maquillage : Clair Blondel Van Der Elst
- Coiffure : Denis Parent
- Photographie : Pierre Mignot
- Son : Dominique Chartrand, Jean-François Sauvé, Louis Gignac
- Montage : Yves Chaput
- Production : Vic Pelletier, Jean-Roch Marcotte
- Société de production : Groupe PVP
- Sociétés de distribution : Christal Films, Les Films Séville
- Budget : 4,3 millions de dollars[2]
- Pays d'origine :  Canada
- Langue originale : français
- Format : Noir et blanc couleur
- Genre : drame historique
- Durée : 97 minutes
- Dates de sortie :
  - Canada : 23 août 2013 (première - Festival des films du monde de Montréal (FFM))
  - Canada : 13 septembre 2013 (sortie en salle au Québec)
  - France : 3 octobre 2013 (festival international War on Screen (WoS))
  - Canada : 11 février 2014 (DVD)
- Nombre d'entrées au Québec : 13 504[3] (environ 16 000 en incluant les diffusions dans les salles non commerciales).

## Distribution
- Mikhaïl Ahooja : Bernard Lortie
- Vincent-Guillaume Otis : Paul Rose
- Benoît Langlais : Jacques Rose
- Charles-Alexandre Dubé : Francis Simard
- Geneviève Boivin-Roussy : Geneviève Richer
- Luc Picard : André Duguay
- Kevin Parent : Gabriel Boudreau
- Raymond Bouchard : le maire Roland Bujold
- Nicolas Canuel : Albert Anctil, proprio hôtel
- Jocelyn Bérubé : Ti-Loup, capitaine
- Sandrine Bisson : Lucie, employé de l'hôtel
- Richard Fréchette : John Gagné, propriétaire Maison du pêcheur
- Ariane-Li Simard-Côté : Lison Hébert
- Flora Gionest-Roussy : amie de Lison #3
- Francis Cantin : Robert Doyon, journaliste du Soleil
- Martin Dubreuil : « Le Zo »
- Bobby Beshro : le policier Henri Lévesque, SQ
- Jean-François Porlier : Gaston Biard, restaurateur
- Jean-François Poulin : le musicien
- Fabien Cloutier : Pierre Fraser, policier de Percé
- Emmanuel Auger : Claude Rossy, sergent
- Marie-Lyse Laberge-Forest : Colette

## Distinctions

### Récompenses
- Prix Coup de cœur du public, Festival de films Ciné-7 de Sept-Îles, janvier 2014.